# Dolno Kăpinovo, Kărdjali
Dolno Kăpinovo (în bulgară Долно Къпиново) este un sat în comuna Kirkovo, regiunea Kărdjali,  Bulgaria. 

## Demografie
Componența etnică a satului Dolno Kăpinovo
     Bulgari (96,31%)
     Nicio identificare (3,68%)
     Altele (0%)
La recensământul din 2011, populația satului Dolno Kăpinovo era de 326 locuitori. Din punct de vedere etnic, majoritatea locuitorilor (96,31%) erau bulgari. Pentru 3,68% din locuitori nu este cunoscută apartenența etnică.